# FIA-Formel-2-Rennwochenende in der Emilia-Romagna 2024
Das FIA-Formel-2-Rennwochenende in der Emilia-Romagna 2024 war der vierte Lauf der FIA-Formel-2-Meisterschaft 2024 und fand vom 17. bis 19. Mai auf dem Autodromo Enzo e Dino Ferrari in Imola statt.

## Meldeliste
Alle Teams und Fahrer verwendeten das Dallara-Chassis F2 2024, 3,4-Liter-V634-Turbomotoren von Renault-Mecachrome und Reifen von Pirelli.
| Team                  | Nr. | Fahrer                | Chassis         | Motor             | Reifen |
| --------------------- | --- | --------------------- | --------------- | ----------------- | ------ |
| ART Grand Prix        | 01  | Victor Martins        | Dallara F2 2024 | Mecachrome 3.4 V6 | P      |
| ART Grand Prix        | 02  | Zak O’Sullivan        | Dallara F2 2024 | Mecachrome 3.4 V6 | P      |
| Prema Racing          | 03  | Oliver Bearman        | Dallara F2 2024 | Mecachrome 3.4 V6 | P      |
| Prema Racing          | 04  | Andrea Kimi Antonelli | Dallara F2 2024 | Mecachrome 3.4 V6 | P      |
| Rodin Motorsport      | 05  | Zane Maloney          | Dallara F2 2024 | Mecachrome 3.4 V6 | P      |
| Rodin Motorsport      | 06  | Ritomo Miyata         | Dallara F2 2024 | Mecachrome 3.4 V6 | P      |
| DAMS Lucas Oil        | 07  | Jak Crawford          | Dallara F2 2024 | Mecachrome 3.4 V6 | P      |
| DAMS Lucas Oil        | 08  | Juan Manuel Correa    | Dallara F2 2024 | Mecachrome 3.4 V6 | P      |
| Invicta Racing        | 09  | Kush Maini            | Dallara F2 2024 | Mecachrome 3.4 V6 | P      |
| Invicta Racing        | 10  | Gabriel Bortoleto     | Dallara F2 2024 | Mecachrome 3.4 V6 | P      |
| MP Motorsport         | 11  | Dennis Hauger         | Dallara F2 2024 | Mecachrome 3.4 V6 | P      |
| MP Motorsport         | 12  | Franco Colapinto      | Dallara F2 2024 | Mecachrome 3.4 V6 | P      |
| Van Amersfoort Racing | 14  | Enzo Fittipaldi       | Dallara F2 2024 | Mecachrome 3.4 V6 | P      |
| Van Amersfoort Racing | 15  | Rafael Villagómez     | Dallara F2 2024 | Mecachrome 3.4 V6 | P      |
| Hitech Pulse-Eight    | 16  | Amaury Cordeel        | Dallara F2 2024 | Mecachrome 3.4 V6 | P      |
| Hitech Pulse-Eight    | 17  | Paul Aron             | Dallara F2 2024 | Mecachrome 3.4 V6 | P      |
| Campos Racing         | 20  | Isack Hadjar          | Dallara F2 2024 | Mecachrome 3.4 V6 | P      |
| Campos Racing         | 21  | Josep Maria Martí     | Dallara F2 2024 | Mecachrome 3.4 V6 | P      |
| Trident               | 22  | Richard Verschoor     | Dallara F2 2024 | Mecachrome 3.4 V6 | P      |
| Trident               | 23  | Roman Staněk          | Dallara F2 2024 | Mecachrome 3.4 V6 | P      |
| AIX Racing            | 24  | Joshua Dürksen        | Dallara F2 2024 | Mecachrome 3.4 V6 | P      |
| AIX Racing            | 25  | Taylor Barnard        | Dallara F2 2024 | Mecachrome 3.4 V6 | P      |

## Klassifikationen

### Qualifying
| Pos.                                                                                     | Fahrer                | Team                  | Zeit     | SPR | HAU |
| ---------------------------------------------------------------------------------------- | --------------------- | --------------------- | -------- | --- | --- |
| 01                                                                                       | Gabriel Bortoleto     | Invicta Racing        | 1:27,056 | 10  | 01  |
| 02                                                                                       | Oliver Bearman        | Prema Racing          | 1:27,111 | 08  | 02  |
| 03                                                                                       | Isack Hadjar          | Campos Racing         | 1:27,272 | 07  | 03  |
| 04                                                                                       | Andrea Kimi Antonelli | Prema Racing          | 1:27,320 | 06  | 04  |
| 05                                                                                       | Joshua Dürksen        | AIX Racing            | 1:27,384 | 09  | 05  |
| 06                                                                                       | Zane Maloney          | Rodin Motorsport      | 1:27,428 | 05  | 06  |
| 07                                                                                       | Roman Staněk          | Trident               | 1:27,467 | 04  | 07  |
| 08                                                                                       | Paul Aron             | Hitech Pulse-Eight    | 1:27,475 | 03  | 08  |
| 09                                                                                       | Franco Colapinto      | MP Motorsport         | 1:27,614 | 02  | 09  |
| 10                                                                                       | Amaury Cordeel        | Hitech Pulse-Eight    | 1:27,663 | 01  | 10  |
| 11                                                                                       | Enzo Fittipaldi       | Van Amersfoort Racing | 1:27,739 | 11  | 11  |
| 12                                                                                       | Taylor Barnard        | AIX Racing            | 1:27,774 | 12  | 12  |
| 13                                                                                       | Dennis Hauger         | MP Motorsport         | 1:27,795 | 13  | 13  |
| 14                                                                                       | Josep Maria Martí     | Campos Racing         | 1:27,802 | 14  | 14  |
| 15                                                                                       | Richard Verschoor     | Trident               | 1:27,886 | 15  | 15  |
| 16                                                                                       | Ritomo Miyata         | Rodin Motorsport      | 1:28,050 | 16  | 16  |
| 17                                                                                       | Kush Maini            | Invicta Racing        | 1:28,061 | 17  | 17  |
| 18                                                                                       | Zak O’Sullivan        | ART Grand Prix        | 1:28,128 | 22  | 18  |
| 19                                                                                       | Rafael Villagómez     | Van Amersfoort Racing | 1:28,131 | 18  | 19  |
| 20                                                                                       | Juan Manuel Correa    | DAMS Lucas Oil        | 1:28,192 | 19  | 20  |
| 21                                                                                       | Jak Crawford          | DAMS Lucas Oil        | 1:28,333 | 20  | 21  |
| 22                                                                                       | Victor Martins        | ART Grand Prix        | 1:28,569 | 21  | 22  |
| 107-Prozent-Zeit: 1:33,150 min (bezogen auf die Pole-Position-Bestzeit von 1:27,056 min) |                       |                       |          |     |     |
| Quelle:                                                                                  |                       |                       |          |     |     |

Anmerkungen
1. ↑  Joshua Dürksen erhielt eine Drei-Plätze-Strafrückversetzung für das Sprintrennen aufgrund des verursachten Unfalles im Australien-Hauptrennen mit Zak O’Sullivan.
2. ↑  Zak O’Sullivan erhielt eine Fünf-Plätze-Strafrückversetzung für das Sprintrennen aufgrund des verursachten Unfalles im Australien-Hauptrennen mit Roman Staněk.

### Sprintrennen
| Pos.                                                                             | Fahrer                | Team                  | Runden | Zeit      | Start | Schnellste Runde |
| -------------------------------------------------------------------------------- | --------------------- | --------------------- | ------ | --------- | ----- | ---------------- |
| 01                                                                               | Franco Colapinto      | MP Motorsport         | 25     | 41:43,964 | 02    | 1:30,352 (12.)   |
| 02                                                                               | Paul Aron             | Hitech Pulse-Eight    | 25     | + 1,706   | 03    | 1:30,520 (10.)   |
| 03                                                                               | Zane Maloney          | Rodin Motorsport      | 25     | + 6,618   | 05    | 1:30,798 (10.)   |
| 04                                                                               | Amaury Cordeel        | Hitech Pulse-Eight    | 25     | + 8,173   | 01    | 1:30,767 (10.)   |
| 05                                                                               | Oliver Bearman        | Prema Racing          | 25     | + 11,125  | 08    | 1:30,910 (09.)   |
| 06                                                                               | Gabriel Bortoleto     | Invicta Racing        | 25     | + 11,589  | 10    | 1:30,943 (09.)   |
| 07                                                                               | Richard Verschoor     | Trident               | 25     | + 14,254  | 15    | 1:31,060 (12.)   |
| 08                                                                               | Kush Maini            | Invicta Racing        | 25     | + 16,330  | 17    | 1:31,291 (10.)   |
| 09                                                                               | Zak O’Sullivan        | ART Grand Prix        | 25     | + 17,427  | 22    | 1:30,981 (11.)   |
| 10                                                                               | Andrea Kimi Antonelli | Prema Racing          | 25     | + 18,286  | 06    | 1:31,272 (11.)   |
| 11                                                                               | Rafael Villagómez     | Van Amersfoort Racing | 25     | + 18,960  | 18    | 1:31,284 (11.)   |
| 12                                                                               | Victor Martins        | ART Grand Prix        | 25     | + 19,396  | 21    | 1:31,288 (13.)   |
| 13                                                                               | Ritomo Miyata         | Rodin Motorsport      | 25     | + 19,788  | 16    | 1:31,282 (13.)   |
| 14                                                                               | Jak Crawford          | DAMS Lucas Oil        | 25     | + 20,089  | 20    | 1:31,112 (18.)   |
| 15                                                                               | Juan Manuel Correa    | DAMS Lucas Oil        | 25     | + 20,587  | 19    | 1:31,296 (12.)   |
| 16                                                                               | Josep Maria Martí     | Campos Racing         | 25     | + 55,602  | 14    | 1:30,842 (24.)   |
| –                                                                                | Roman Staněk          | Trident               | 0      | DNF       | 04    | keine Zeit       |
| –                                                                                | Isack Hadjar          | Campos Racing         | 0      | DNF       | 07    | keine Zeit       |
| –                                                                                | Joshua Dürksen        | AIX Racing            | 0      | DNF       | 09    | keine Zeit       |
| –                                                                                | Enzo Fittipaldi       | Van Amersfoort Racing | 0      | DNF       | 11    | keine Zeit       |
| –                                                                                | Dennis Hauger         | MP Motorsport         | 0      | DNF       | 13    | keine Zeit       |
| –                                                                                | Taylor Barnard        | AIX Racing            | 25     | DSQ       | 12    | 1:30,905 (12.)   |
| Schnellste Rennrunde, die für Punkte berechtigt ist: Franco Colapinto (1:30,352) |                       |                       |        |           |       |                  |
| Quelle:                                                                          |                       |                       |        |           |       |                  |

Anmerkungen
1. ↑  Taylor Barnard beendete das Rennen auf Platz sieben, wurde aber aufgrund eines technischen Verstoßes (nicht aktiviertes Start-Systemprozedere zu Rennstart) nachträglich disqualifiziert.

### Hauptrennen
| Pos.                                                                           | Fahrer                | Team                  | Runden | Zeit      | Start | Schnellste Runde |
| ------------------------------------------------------------------------------ | --------------------- | --------------------- | ------ | --------- | ----- | ---------------- |
| 01                                                                             | Isack Hadjar          | Campos Racing         | 35     | 54:01,509 | 03    | 1:30,660 (11.)   |
| 02                                                                             | Gabriel Bortoleto     | Invicta Racing        | 35     | + 0,569   | 01    | 1:30,515 (13.)   |
| 03                                                                             | Joshua Dürksen        | AIX Racing            | 35     | + 13,736  | 05    | 1:30,771 (13.)   |
| 04                                                                             | Andrea Kimi Antonelli | Prema Racing          | 35     | + 18,034  | 04    | 1:30,755 (13.)   |
| 05                                                                             | Franco Colapinto      | MP Motorsport         | 35     | + 18,489  | 09    | 1:30,822 (13.)   |
| 06                                                                             | Paul Aron             | Hitech Pulse-Eight    | 35     | + 18,815  | 08    | 1:30,776 (13.)   |
| 07                                                                             | Jak Crawford          | DAMS Lucas Oil        | 35     | + 20,737  | 21    | 1:30,892 (27.)   |
| 08                                                                             | Juan Manuel Correa    | DAMS Lucas Oil        | 35     | + 21,240  | 20    | 1:29,715 (31.)   |
| 09                                                                             | Victor Martins        | ART Grand Prix        | 35     | + 28,364  | 22    | 1:29,580 (34.)   |
| 10                                                                             | Richard Verschoor     | Trident               | 35     | + 33,507  | 15    | 1:30,942 (15.)   |
| 11                                                                             | Zane Maloney          | Rodin Motorsport      | 35     | + 34,107  | 06    | 1:31,189 (12.)   |
| 12                                                                             | Dennis Hauger         | MP Motorsport         | 35     | + 34,346  | 13    | 1:30,308 (13.)   |
| 13                                                                             | Zak O’Sullivan        | ART Grand Prix        | 35     | + 37,657  | 18    | 1:31,247 (12.)   |
| 14                                                                             | Kush Maini            | Invicta Racing        | 35     | + 37,957  | 17    | 1:30,044 (34.)   |
| 15                                                                             | Ritomo Miyata         | Rodin Motorsport      | 35     | + 38,402  | 16    | 1:30,871 (14.)   |
| 16                                                                             | Rafael Villagómez     | Van Amersfoort Racing | 35     | + 42,357  | 19    | 1:31,371 (34.)   |
| 17                                                                             | Enzo Fittipaldi       | Van Amersfoort Racing | 35     | + 43,055  | 11    | 1:30,520 (13.)   |
| 18                                                                             | Roman Staněk          | Trident               | 35     | + 43,575  | 07    | 1:31,147 (03.)   |
| 19                                                                             | Oliver Bearman        | Prema Racing          | 35     | + 44,017  | 02    | 1:30,960 (11.)   |
| 20                                                                             | Taylor Barnard        | AIX Racing            | 35     | + 44,786  | 12    | 1:30,945 (26.)   |
| –                                                                              | Amaury Cordeel        | Hitech Pulse-Eight    | 30     | DNF       | 10    | 1:31,267 (18.)   |
| –                                                                              | Josep Maria Martí     | Campos Racing         | 30     | DNF       | 14    | 1:31,560 (12.)   |
| Schnellste Rennrunde, die für Punkte berechtigt ist: Victor Martins (1:29,580) |                       |                       |        |           |       |                  |
| Quelle:                                                                        |                       |                       |        |           |       |                  |

## Meisterschafts-Stände nach dem Rennwochenende
Beim Hauptrennen (HAU) bekamen die ersten Zehn des Rennens 25, 18, 15, 12, 10, 8, 6, 4, 2 bzw. 1 Punkt(e). Beim Sprintrennen (SPR) erhielten die ersten Acht des Rennens 10, 8, 6, 5, 4, 3, 2 bzw. 1 Punkt(e). Die zusätzlichen zwei Punkte für die Pole-Position im Hauptrennen gingen an Gabriel Bortoleto, der Extrapunkt für die schnellste Rennrunde wurde an Victor Martins (HAU) sowie Franco Colapinto (SPR) vergeben.

### Fahrerwertung
| Pos. | Fahrer                | Team                  | Punkte |
| ---- | --------------------- | --------------------- | ------ |
| 01   | Zane Maloney          | Rodin Motorsport      | 68     |
| 02   | Paul Aron             | Hitech Pulse-Eight    | 63     |
| 03   | Isack Hadjar          | Campos Racing         | 59     |
| 04   | Dennis Hauger         | MP Motorsport         | 41     |
| 05   | Gabriel Bortoleto     | Invicta Racing        | 38     |
| 06   | Andrea Kimi Antonelli | Prema Racing          | 36     |
| 07   | Franco Colapinto      | MP Motorsport         | 34     |
| 08   | Kush Maini            | Invicta Racing        | 34     |
| 09   | Enzo Fittipaldi       | Van Amersfoort Racing | 32     |
| 10   | Jak Crawford          | DAMS Lucas Oil        | 32     |
| 11   | Josep Maria Martí     | Campos Racing         | 26     |

| Pos. | Fahrer             | Team                  | Punkte |
| ---- | ------------------ | --------------------- | ------ |
| 12   | Ritomo Miyata      | Rodin Motorsport      | 16     |
| 13   | Joshua Dürksen     | AIX Racing            | 15     |
| 14   | Amaury Cordeel     | Hitech Pulse-Eight    | 15     |
| 15   | Zak O’Sullivan     | ART Grand Prix        | 15     |
| 16   | Richard Verschoor  | Trident               | 15     |
| 17   | Roman Staněk       | Trident               | 10     |
| 18   | Victor Martins     | ART Grand Prix        | 9      |
| 19   | Rafael Villagómez  | Van Amersfoort Racing | 8      |
| 20   | Oliver Bearman     | Prema Racing          | 6      |
| 21   | Juan Manuel Correa | DAMS Lucas Oil        | 4      |
| 22   | Taylor Barnard     | AIX Racing            | 0      |

### Teamwertung
| Pos. | Konstrukteur       | Punkte |
| ---- | ------------------ | ------ |
| 01   | Campos Racing      | 85     |
| 02   | Rodin Motorsport   | 84     |
| 03   | Hitech Pulse-Eight | 78     |
| 04   | MP Motorsport      | 75     |
| 05   | Invicta Racing     | 72     |
| 06   | Prema Racing       | 42     |

| Pos. | Konstrukteur          | Punkte |
| ---- | --------------------- | ------ |
| 07   | Van Amersfoort Racing | 40     |
| 08   | DAMS Lucas Oil        | 36     |
| 09   | Trident               | 25     |
| 10   | ART Grand Prix        | 24     |
| 11   | AIX Racing            | 15     |